# Scotty Gottwald
Michael „Scotty“ Gottwald (* um 1960) ist ein deutscher Jazzmusiker (Schlagzeug, Perkussion).
Gottwald, der seit 1975 in vielen Jazz-Formationen der verschiedensten Stilrichtungen tätig war, studierte bis zum Diplomabschluss im Hauptfach Schlaginstrumente/Jazz an der Hochschule für Musik und darstellende Kunst Graz. Gemeinsam mit Uli Rennert und Jeff Wohlgenannt gehörte er zu Erich Bachträgls Gruppe Positive (Gollum 1981); dann spielte er mit Karuna, Four Wheel Drive sowie dem Berndt Luef Trio und dem Trio von Renato Chico. 
Gottwald war langjähriges Mitglied des Quartetts von Helmut Nieberle und der Cordes Sauvages, mit denen er auf zahlreichen europäischen Jazzfestivals spielte und mit denen mehrere Alben entstanden. Weiterhin tourte er mit Jim Mullens Thumbstroke, Martin Taylor/Jermaine Landsberger (Gypsy Journey 2003), Enrico de Paruta, Jörg Seidel, den Bavarian Jazz Cats feat. Beverly Daley, Flexible Friends und Swing for Kids. Er ist auch auf Alben von Steffi Denk, Bob Rückerl, Groove Brothers, Characters & Annette Frank zu hören. Weiterhin war er an verschiedenen Theater- und Musicalproduktionen in Süddeutschland beteiligt. Weiterhin unterrichtet er an der Sing- und Musikschule der Stadt Regensburg und an der Berufsfachschule für Musik Music College in Regensburg.